# ساکو کویوو
ساکو کویوو (فنلاندی: Saku Koivu؛ زادهٔ ۲۳ نوامبر ۱۹۷۴) بازیکن هاکی روی یخ اهل فنلاند بود.
از باشگاه‌هایی که در آن بازی کرده‌است می‌توان به آناهایم داکس و مونترآل کانادینز اشاره کرد.